# Tamale
Tamale je správní středisko severní Ghany. V roce 2007 žilo v metropolitní oblasti Tamale 360 579 obyvatel.
Město leží 600 km severně od hlavního města Accra. Obyvatelstvo tvoří přeážně příslušníci etnika Dagomba, kteří jsou stoupenci islámu.
Město samo je vlastně konglomerátem vesnic tvořených směsí tradičních hliněných chatrčí a moderních budov. Většina hliněných staveb sice má střechu z vlnitého plechu, ale přesto je dost těch, jež jsou kryty větvemi a trávou. Nicméně řada z nich je elektrifikována a má na střechách televizní antény.
V Tamale působí univerzita (University for Development Studies) založená v roce 1992.